# Adriano Fieschi
Adriano Fieschi, italijanski rimskokatoliški diakon in kardinal, * 7. marec 1788, Genova, † 6. februar 1858, Rim.

## Življenjepis
23. junija 1834 je bil povzdignjen v kardinala in pectore.
13. septembra 1838 je bil razglašen za kardinala-diakona pri S. Maria in Portico; pozneje je bil imenovan še za: kardinala pri S. Maria ad Martyres (27. januar 1843) in pri S. Maria della Vittoria (19. december 1853).